# Joshua Marston
Joshua Marston (ur. 13 marca 1968 w Kalifornii) – amerykański reżyser i scenarzysta filmowy.

## Filmografia
- 1999: Bus to Queens; reżyseria (krótkometrażowy)
- 2004: Maria łaski pełna (Maria Full of Grace); scenariusz i reżyseria
- 2005: Sześć stóp pod ziemią, odc. The Silence (Six Feet Under); reżyseria (serial telewizyjny)
- 2008: Bitter Memories; reżyseria (krótkometrażowy)
- 2008: Imprezowo, odc. Double Exposure (Swingtown); reżyseria (serial telewizyjny)
- 2009: Zakochany Nowy Jork (New York, I Love You); scenariusz i reżyseria
- 2009: Prawo i porządek, odc. Illegitimate (Law & Order); reżyseria (serial telewizyjny)
- 2009: Terapia, odc. Mia: Week Four; reżyseria (serial telewizyjny)
- 2010: The Fortress of Solitude; reżyseria
- 2010: Jak to się robi w Ameryce, odc. Big in Japan (How to Make It in America); reżyseria (serial telewizyjny)
- 2011: Przebaczenie krwi (The Forgiveness of Blood); scenariusz i reżyseria
- 2016: Nieznajoma (Complete Unknown); scenariusz i reżyseria
- 2018: Come Sunday; reżyseria

## Nagrody
- Nagroda na MFF w Berlinie Wyróżnienie specjalne w konkursie: 2011 Przebaczenie krwiSrebrny Niedźwiedź za najlepszy scenariusz: 2011 Przebaczenie krwiNagroda im. Alfreda Bauera: Maria łaski pełna